# Herne (stacja kolejowa)
Herne – stacja kolejowa w Herne, w kraju związkowym Nadrenia Północna-Westfalia, w Niemczech.
| Herne                             |  |                    |
| Linia Duisburg Hbf – Dortmund Hbf |  |                    |
| Wanne-Eickel Hbf                  |  | Castrop-Rauxel Hbf |